# Junta Central Electoral
La Junta Central Electoral (JCE) de la República Dominicana es un organismo especial del Estado de la República Dominicana encargado de velar por un democrático e imparcial proceso electoral, además administrar el registro civil, el estado civil de todos los ciudadanos dominicanos. Fue creada en el año 1923 como parte de las negociaciones para finalizar la primera intervención estadounidense, y actualmente sus funciones son organizar las elecciones presidenciales, congresuales y de diputados de ultramar que se realizan el tercer domingo de mayo de cada año bisiesto, y las elecciones municipales realizadas cada tercer domingo de febrero de cada año bisiesto.
Aunque no se cuenta con mucho material histórico acerca de la Junta Central Electoral, si se sabe que fue creada el 12 de abril de 1923 mediante la Ley n.º 3413, y se incorporó en la Constitución dominicana con el artículo 82 de la reforma de 1924. Actualmente se encuentra regulada por el artículo 212 de la Constitución de 2015. Es la encargada de organizar las elecciones del Presidente de la República, los senadores, los diputados, los alcaldes municipales, los directores de las Juntas Municipales y los regidores.
También es la encargada de registrar, guardar y administrar los datos de todos los dominicanos desde su nacimiento, otorgando documentos para acreditar su identificación; también otorga documentos de identidad a ciudadanos extranjeros que se encuentran en el país. Algunos de estos documentos son:
- El acta de nacimiento, con la cual el padre y la madre testifican el nacimiento de una criatura, y en la cual también eligen su nombre.
- La cédula es un documento de identidad y electoral obtenido a la edad de 18 años, y que otorga un número único a cada ciudadano dominicano para su identificación. Existe una cédula de menor para aquellos nacionales que han cumplido 16 años, esta es obtenida para fines universitarios, de trabajo y otros de menor envergadura, puesto que hasta la obtención de la cédula oficial no puede votar en ningunos comicios.
- La Junta Central Electoral tiene bajo su dependencia 158 juntas electorales que ejercen funciones en los municipios de la República Dominicana, y que tienen por rol  la organización y supervisión de las elecciones bajo las líneas de la Central; asimismo, funcionan como tribunales de primera instancia.

El día 4 de noviembre de 2020, el senado dominicano eligió la nueva junta integrada por Román Andrés Jáquez Liranzo, en calidad de Presidente; Rafael Armando Vallejo Santelises; Dolores Altagracia Fernández Sánchez; Patricia Lorenzo Paniagua; y Samir Rafael Chami Isa. La Comisión Especial del Senado de la República para la designación de los nuevos miembros de la Junta Central Electoral (JCE) 2020, estuvo integrada por Ricardo de los Santos, quien la presidió, y como miembros los senadores Bautista Rojas Gómez, José Manuel Castillo Saviñón, Ramón Rogelio Genao, Iván Silva, Franklin Alberto Rodríguez, Antonio Taveras, Faride Raful y Melania Salvador. Esta Nueva Junta Central Electoral se eligió luego de las Protestas en República Dominicana de 2020.

## Miembros (2020 - 2024)[3]
- Román Andrés Jáquez Liranzo, Presidente
- Rafael Armando Vallejo Santelises, Miembro titular.
- Dolores Altagracia Fernández Sánchez, Miembro titular.
- Patricia Lorenzo Paniagua, Miembro titular.
- Samir Rafael Chami Isa, Miembro titular.

Bandera de la Junta Central Electoral

## Membresías pasadas

### (2016 – 2020)
- Julio César Castaños Guzmán, Presidente.
- Roberto Saladín Selin, Miembro titular.
- Rosario Altagracia Graciano de los Santos, Miembro titular.
- Carmen Imbert Brugal, Miembro titular.
- Henry Mejía Oviedo, Miembro titular.

### (2010 – 2016)
- Roberto Rosario Márquez, Presidente.
- José Ángel Aquino Rodríguez, Miembro titular.
- Rosario Altagracia Graciano de los Santos, Miembro titular.
- Eddy de Jesús Olivares Ortega, Miembro titular.
- César Francisco Féliz Féliz, Miembro titular.